# Lomsjön, Medelpad
Lomsjön är en sjö i Ånge kommun i Medelpad och ingår i Delångersåns huvudavrinningsområde. Sjön har en area på 2,87 kvadratkilometer och ligger 377 meter över havet. Sjön avvattnas av vattendraget Delångersån (Svågan).

## Delavrinningsområde
Lomsjön ingår i det delavrinningsområde (690681-151398) som SMHI kallar för Utloppet av Lomsjön. Medelhöjden är 401 meter över havet och ytan är 22,26 kvadratkilometer. Räknas de 25 avrinningsområdena uppströms in blir den ackumulerade arean 157,47 kvadratkilometer. Avrinningsområdets utflöde Delångersån (Svågan) mynnar i havet. Avrinningsområdet består mestadels av skog (69 procent) och sankmarker (15 procent). Avrinningsområdet har 2,87 kvadratkilometer vattenytor vilket ger det en sjöprocent på 12,9 procent.